# ماسیس مائیلیان
ماسیس سامولی مائیلیان (Մասիս Սամվելի Մայիլյան؛ زادهٔ ۱۴ سپتامبر ۱۹۶۷) یک سیاستمدار، و دیپلمات که از تاریخ ۲۵ سپتامبر ۲۰۱۷ تا تاریخ ۴ ژانویه ۲۰۲۱ سمت وزیر امور خارجه جمهوری آرتساخ را برعهده داشت. وی در انتخابات عمومی جمهوری آرتساخ (۲۰۲۰) برای پست ریاست جمهوری آرتساخ نامزد شده است.

## زندگی‌نامه
در ۱۴ سپتامبر ۱۹۶۷ در استپاناکرت به دنیا آمد 